# Corbin Bleu
Corbin Bleu (* 21. února 1989, Brooklyn) je americký herec, který je známý pro svou roli Chada Danfortha ve filmu Muzikál ze střední.